# 단영 (소설가)
단영(丹英)은 대한민국의 작가, 로맨스 소설가이다.

## 작품
- 야한토끼들의 휴일(전2권)
- 어명이오(전2권)
- 김개똥군의 사정(전2권)
- 사막(전2권)
- 사자의 성
- 선본남자(전2권)
- 유부남들의 저녁식사(외전)
- 장가가는 날(번외)
- 오복이